# Nhật Bản thời hậu chiếm đóng
| Lịch sử Nhật Bản | Lịch sử Nhật Bản |
| --- | ---------------- |
| Tiền sửThời kỳ đồ đá cũ ~15000 TCN Thời kỳ Jōmon (Thằng Văn) ~15000 TCN–300 TCN Thời kỳ Yayoi (Di Sinh) tk 4 TCN–tk 3 |                  |
| Cổ đạiThời kỳ Kofun (Cổ Phần) tk 3–tk 7 Thời kỳ Asuka (Phi Điểu) 592–710 Thời kỳ Nara (Nại Lương) 710–794 Thời kỳ Heian (Bình An) 794–1185 |                  |
| Phong kiếnThời kỳ Kamakura (Liêm Thương) 1185–1333 Tân chính Kemmu (Kiến Vũ) 1333–1336 Thời kỳ Muromachi (Thất Đinh) 1336–1573 Thời kỳ Nam-Bắc triều 1336–1392 Thời kỳ Chiến Quốc 1467–1590 Thời kỳ Azuchi-Momoyama (An Thổ-Đào Sơn) 1573–1603 Mậu dịch Nanban (Nam Man) Chiến tranh Nhật Bản – Triều Tiên 1592–1598 Thời kỳ Edo/Tokugawa (Giang Hộ/Đức Xuyên)1603–1868 Chiến tranh Nhật Bản – Lưu Cầu Chiến dịch Ōsaka (Đại Phản) Tỏa Quốc Đoàn thám hiểm Perry Hiệp ước Kanagawa (Thần Nại Xuyên) Bakumatsu (Mạc mạt) Minh Trị Duy tân Chiến tranh Boshin (Mậu Thìn) |                  |
| Hiện đạiThời kỳ Minh Trị (Meiji) 1868–1912 Nhật xâm lược Đài Loan 1874 Chiến tranh Tây Nam Chiến tranh Nhật–Thanh Hiệp ước Mã Quan Chiến tranh Ất Mùi 1895 Phong trào Nghĩa Hòa Đoàn Hòa ước Portsmouth Hiệp ước Nhật–Triều 1910 Thời kỳ Đại Chính (Taishō) 1912-1926 Nhật Bản trong Thế chiến thứ nhất Sự can thiệp của Nhật Bản vào Siberia Đại thảm họa động đất Kantō 1923 Thời kỳ Chiêu Hòa (Shōwa) 1926–1989 Chủ nghĩa quân phiệt Nhật Bản Sự kiện Phụng Thiên Nhật Bản xâm lược Mãn Châu Hiệp ước chống Quốc tế Cộng sản Chiến tranh Trung–Nhật Cuộc tấn công Trân Châu Cảng Vụ ném bom nguyên tử xuống Hiroshima và Nagasaki Chiến tranh Xô–Nhật Nhật Bản đầu hàng Thời kỳ bị chiếm đóng 1945-1952 Nhật Bản thời hậu chiếm đóng Kỳ tích kinh tế Nhật Bản thời hậu chiến Thời kỳ Bình Thành (Heisei) 1989–2019 Thập niên mất mát Động đất Kobe 1995 Cool Japan Động đất và sóng thần Tōhoku 2011 Thời kỳ Lệnh Hòa (Reiwa) 2019–nay Đại dịch COVID-19 tại Nhật Bản |                  |
| Xem thêm Thiên hoàng • Niên biểu • Đế quốc Nhật Bản Kinh tế • Giáo dục • Quân sự • Hải quân • Di sản thế giới |                  |
| x t s |                  |

Nhật Bản thời hậu chiếm đóng là thời kỳ trong lịch sử Nhật Bản bắt đầu sau khi quân Đồng minh chiếm đóng Nhật Bản kết thúc vào năm 1952. Vào thời điểm đó, Nhật Bản đã trở thành một cường quốc kinh tế và chính trị toàn cầu. Hiến pháp sau chiến tranh do Mỹ viết ra được ban hành vào ngày 3 tháng 11 năm 1946 và có hiệu lực từ ngày 3 tháng 5 năm 1947. Nó bao gồm điều khoản 9, trong đó hạn chế Nhật Bản có một lực lượng quân sự và tham gia chiến tranh. Trong những năm qua, ý nghĩa của điều 9 đã được giải thích khác nhau, bởi vì Hoa Kỳ hiện khuyến khích Nhật Bản kiểm soát an ninh của chính mình. Đảng Dân chủ Tự do muốn thấy Hiến pháp và Điều 9 được sửa đổi.

## Nhật Bản trong Chiến tranh Lạnh
- Tham khảo: Nhật Bản trong Chiến tranh Lạnh

### Thời kỳ Quân Đồng Minh chiếm đóng
Bằng cách ký Tuyên bố Potsdam vào ngày 2 tháng 9 năm 1945, sự chiếm đóng của Quân Đồng Minh bắt đầu, Đế quốc Nhật Bản (大日本帝国) đã được giải thể. Triều Tiên được chia làm hai và được chiếm đóng bởi Hoa Kỳ và Liên Xô. Quần đảo Nansei và vùng biển phía Nam đã do Hoa Kỳ quản lý, Đài Loan được đưa vào trong bản đồ của Trung Hoa Dân Quốc, vùng Sakhalin thuộc vào lãnh thổ Liên Xô.
Thời kỳ Quân Đồng Minh chiếm đóng đánh dấu lần đầu tiên Nhật Bản bị các chính phủ nước ngoài cai trị.
Các chính trị gia và các cựu quân nhân của Đế quốc Nhật Bản trong Chiến tranh Thế giới II đã bị xử trong Toà án Tokyo, bảy người đã bị tuyên án là tội phạm chiến tranh hạng A. Trước khi diễn ra Tòa án Tokyo, có một vài chính trị gia đã tự tử, như là Konoe Fumimaro (mất: 16 tháng 12 năm 1945).
Các chính trị gia tối cao của Phe Trục: Adolf Hitler tự sát (mất: 30 tháng 4 năm 1945), Vittorio Emanuele III của Ý đã bị truất ngôi và bị đày (9 tháng 5 năm 1946).
Tuy nhiên, chính trị gia tối cao của cựu Đế quốc Nhật Bản - Thiên hoàng Hirohito đã không bị truất ngôi. Ông thoát khỏi Toà án Tokyo và vẫn giữ được ngôi vị của mình hầu như là nhờ vào lòng thương xót của Douglas MacArthur.
Sau khi xử tử bảy tội phạm chiến tranh hạng A, các chính trị gia của cựu Đế quốc Nhật Bản đã được tha bổng sau khi tham gia vào các "khóa học đảo ngược". Chính sách này được thực hiện đối với Nhật Bản như là "cơ sở của Chủ nghĩa chống cộng".
Ngày 25 tháng 6 năm 1950, khi Chiến tranh Triều Tiên nổ ra, Nhật Bản đã trở thành hậu cần cho quân đội Mỹ. Và, 8 tháng 9 năm 1951, Liên minh Hiệp ước "Hiệp ước San Francisco" và quan hệ Mỹ-Nhật lần đầu tiên đã được ký kết và xác nhận, nó có hiệu lực từ ngày 28 tháng 4 năm 1952. Hiệu lực của Hiệp ước San Francisco đã kết thúc sự chiếm đóng của Quân Đồng Minh.

### Chiếc ô hạt nhân của Hoa Kỳ
Khi Hiệp ước San Francisco có hiệu lực, Nhật Bản đã trở thành một nước có chủ quyền chính thức. Tuy nhiên, do Hiệp ước Liên minh Mỹ - Nhật Bản lần thứ nhất, các căn cứ quân sự của Hoa Kỳ đã rời Nhật Bản. Sau khi Quân Đồng Minh chiếm đóng, Nhật Bản chịu sự ảnh hưởng của quân đội Hoa Kỳ.
Ngày 15 tháng 11 năm 1955, Đảng Dân chủ Tự do đã được thành lập, các "Hệ thống của năm 1955" được thành lập. "Hệ thống của năm 1955" là sự thống trị của hai đảng chính, Đảng Dân chủ Tự do và Đảng Xã hội Nhật Bản. Nhưng, Đảng Dân chủ Tự do là "chế độ đời đời", Đảng Xã hội Nhật Bản là "vĩnh cửu đối lập". "Hệ thống của năm 1955" kéo dài trên 38 năm cho đến năm 1993, sau khi kết thúc Chiến tranh Lạnh.
Ngày 19 tháng 1 năm 1960, Tổng thống Mỹ Dwight D. Eisenhower và Thủ tướng Kishi Nobusuke đã thỏa thuận các khoản trong Hiệp ước Liên minh Mỹ-Nhật Bản lần thứ hai. Họ từng là hai kẻ thù trong Chiến tranh Thế giới 2, tuy nhiên giờ đây họ đã quay sang bắt tay nhau nhằm xoá các bản án tội ác chiến tranh. Điều này tượng trưng cho "chiếc ô hạt nhân của Hoa Kỳ" và gửi đến Nhà Trắng trong cấu trúc chiến tranh lạnh của Nhật Bản.
Trong thời gian giữa năm 1960, tăng trưởng kinh tế nhanh chóng đã được gọi là "thần kỳ" xảy ra. Thế vận hội Mùa hè 1964 được tổ chức tại Tokyo và Triển lãm toàn cầu năm 1970 được tổ chức tại Ōsaka.

### Sau khi Chiến tranh Lạnh
- Tham khảo: Thời kỳ Bình Thành

Cách mạng 1989 đã chấm dứt Chiến tranh Lạnh. Tuy nhiên, Nhật Bản thời hậu chiến vẫn tiếp tục liên minh Mỹ-Nhật. Thời kỳ đó bắt đầu từ cuộc cách mạng ở Đông Âu cũng được gọi là "thời kỳ Bình Thành" vì Akihito được lên ngôi vào tháng 1 năm 1989.
Năm 1993, "Hệ thống của năm 1955" sụp đổ, Đảng Dân chủ Tự do đã trở thành một đảng đối lập tại thời điểm đầu tiên. Từ năm 1990 đến những năm 2000, Nhật Bản bị suy thoái kéo dài được gọi là "thập niên mất mát".

## Liên minh Mỹ-Nhật Bản Hiệp ước
Liên minh Mỹ-Nhật Bản Hiệp ước có hai phiên bản: phiên bản của năm 1952 và phiên bản của năm 1960.
Trên toàn Liên minh Mỹ-Nhật Hiệp ước, rất nhiều quân đội Hoa Kỳ xác định vị trí ở Nhật Bản như các quận Kanagawa và quần đảo Ryukyu.
Một trụ cột của Nhật Bản sau chiến tranh Mỹ-Hiệp ước an ninh của hệ thống và phù hợp theo Hoa Kỳ và chính sách của Mỹ trong và ngoài nước, giả hoặc nằm.

## Chính trị
Đồng minh chiếm đóng kết thúc vào ngày 28 tháng 4 năm 1952, khi các điều khoản của Hiệp ước San Francisco có hiệu lực. Theo các điều khoản của hiệp ước, Nhật Bản đã lấy lại chủ quyền, nhưng đã mất nhiều lãnh thổ từ trước Chiến tranh thế giới thứ hai, bao gồm cả Hàn Quốc, Đài Loan và Sakhalin. Nó cũng mất quyền kiểm soát một số hòn đảo nhỏ ở Thái Bình Dương mà nó quản lý như là ủy thác của Liên minh các quốc gia, như Quần đảo Mariana và Quần đảo Marshall. Hiệp ước mới cũng cho Nhật Bản tự do tham gia vào các khối quốc phòng quốc tế. Nhật Bản đã làm điều này vào cùng ngày ký Hiệp ước San Francisco: Thủ tướng Nhật Bản Yoshida Shigeru và Tổng thống Hoa Kỳ Harry S. Truman đã ký một tài liệu cho phép Quân đội Hoa Kỳ tiếp tục việc sử dụng căn cứ của họ ở Nhật Bản.
Ngay cả trước khi Nhật Bản giành lại chủ quyền hoàn toàn, chính phủ đã phục hồi gần 80.000 người đã bị thanh trừng, nhiều người trong số họ đã trở lại vị trí chính trị và như trong chính phủ trước đây. Một cuộc tranh luận về những hạn chế trong chi tiêu quân sự và chủ quyền của Thiên hoàng đã xảy ra, góp phần làm giảm đáng kể sự chiếm đa số của Đảng Tự do bầu cử hậu kỳ (tháng 10 năm 1952). Sau nhiều lần tổ chức lại lực lượng vũ trang, năm 1954, Lực lượng Phòng vệ Nhật Bản được thành lập dưới một giám đốc dân sự. Chiến tranh Lạnh thực tế và Chiến tranh Triều Tiên cũng góp phần đáng kể vào sự tái phát triển kinh tế chịu ảnh hưởng của Hoa Kỳ, đàn áp chủ nghĩa cộng sản, và ngăn cản lao động có tổ chức ở Nhật Bản trong giai đoạn này.
Sự phân chia liên tục của các đảng và sự thành công của các chính phủ thiểu số đã khiến các lực lượng bảo thủ sáp nhập Đảng Tự do (Jiyuto) với Đảng Dân chủ Nhật Bản (Nihon Minshuto), một nhánh của Đảng Dân chủ trước đó, để thành lập Đảng Dân chủ Tự do (Jiyu-Minshuto) vào tháng 11 năm 1955. Đảng này liên tục nắm quyền từ năm 1955 đến năm 1993, khi nó được thay thế bởi một chính phủ thiểu số mới. Lãnh đạo Đảng Dân chủ Tự do đến từ giới thượng lưu, người đã nhìn thấy Nhật Bản thông qua sự thất bại và chiếm đóng; nó đã thu hút cựu quan chức, các chính trị gia địa phương, doanh nhân, nhà báo, các chuyên gia, nông dân và sinh viên tốt nghiệp đại học. Vào tháng 10 năm 1955, các nhóm xã hội chủ nghĩa đã tái hợp dưới Đảng Xã hội Nhật Bản, nổi lên như một lực lượng chính trị mạnh thứ hai. Xếp sau nó về sự tín nhiệm là Đảng Công minh (Kōmeitō), được thành lập vào năm 1964 với tư cách là cánh tay chính trị của Soka Gakkai (Hội Sáng tạo Giá trị), một tổ chức giáo dân cũ của giáo phái Phật giáo Nichiren Shoshu. Komeito nhấn mạnh tín ngưỡng truyền thống của Nhật Bản và thu hút lao động thành thị, cư dân nông thôn trước đây và nhiều phụ nữ. Giống như Đảng Xã hội Nhật Bản, nó ủng hộ việc sửa đổi và giải thể dần dần Hiệp ước Hỗ trợ An ninh lẫn nhau Nhật Bản - Hoa Kỳ.
Đến cuối những năm 1970, Đảng Công Minh và Đảng Dân chủ Xã hội đã chấp nhận Hiệp ước Hợp tác và An ninh chung, và Đảng Đảng Dân chủ Xã hội thậm chí đã đến để hỗ trợ một xây dựng quốc phòng nhỏ. Đảng Xã hội Nhật Bản cũng bị buộc phải từ bỏ lập trường chống độc quyền nghiêm ngặt một thời. Hoa Kỳ đã gây áp lực lên Nhật Bản để tăng chi tiêu quốc phòng lên trên 1% GNP, gây ra nhiều cuộc tranh luận trong Quốc hội, với hầu hết sự phản đối không đến từ các đảng thiểu số hoặc dư luận mà từ các quan chức ngân sách trong Bộ Tài chính.
Thủ tướng Tanaka Kakuei đã bị buộc phải từ chức năm 1974 vì liên quan đến vụ bê bối tài chính và trước các cáo buộc liên quan đến vụ bê bối hối lộ Lockheed, ông đã bị bắt và bỏ tù một thời gian ngắn vào năm 1976.
Chính trị bẻ khóa của Đảng Dân chủ Tự do cản trở sự đồng thuận trong Quốc hội vào cuối những năm 1970. Tuy nhiên, cái chết bất ngờ của Thủ tướng Ōhira Masayoshi ngay trước cuộc bầu cử tháng 6 năm 1980 đã đưa ra một cuộc bỏ phiếu thông cảm cho đảng và trao cho thủ tướng mới, Suzuki Zenkō, đa số thực tế. Suzuki đã sớm bị cuốn vào một tranh cãi về việc xuất bản sách giáo khoa xuất hiện với nhiều người như một sự minh oan cho sự xâm lược của Nhật Bản trong Thế chiến II. Sự cố này và các vấn đề tài chính nghiêm trọng đã khiến nội các Suzuki, bao gồm nhiều phe phái Đảng Dân chủ Tự do, sụp đổ.
Nakasone Yasuhiro, một người bảo thủ được hậu thuẫn bởi phe phái Tanaka và Suzuki vẫn còn hùng mạnh, từng giữ chức tổng giám đốc của Bộ Quốc phòng Nhật Bản, trở thành thủ tướng vào tháng 11 năm 1982. Vào tháng 11 năm 1984, Nakasone được chọn cho nhiệm kỳ thứ hai với tư cách là chủ tịch Đảng Dân chủ Tự do. Nội các của ông đã nhận được đánh giá cao bất thường, phản ứng thuận lợi 50% trong bỏ phiếu trong nhiệm kỳ đầu tiên, trong khi các đảng đối lập đạt mức tín nhiệm thấp mới. Khi chuyển sang nhiệm kỳ thứ hai, Nakasone vì thế giữ một vị trí vững chắc trong Quốc hội và quốc gia. Mặc dù bị kết tội hối lộ vào năm 1983, Tanaka vào đầu những năm giữa thập niên 1980 vẫn là một thế lực đằng sau sự kiểm soát của ông đối với bộ máy không chính thức của đảng, và ông tiếp tục làm cố vấn có ảnh hưởng cho Nakasone có tầm quốc tế hơn. Sự kết thúc nhiệm kỳ thủ tướng của Nakasone vào tháng 10 năm 1987 (nhiệm kỳ hai năm thứ hai của ông đã được kéo dài thêm một năm) là một thời điểm quan trọng trong lịch sử Nhật Bản hiện đại. Chỉ mười lăm tháng trước khi nghỉ hưu của Nakasone, Đảng Dân chủ Tự do bất ngờ đã giành được đa số lớn nhất từ trước đến nay tại Hạ viện bằng cách đảm bảo 304 trên tổng số 512 ghế. Chính phủ đã phải đối mặt với các cuộc khủng hoảng ngày càng tăng. Giá đất tăng nhanh do bong bóng giá tài sản Nhật Bản, lạm phát tăng ở mức cao nhất kể từ năm 1975, thất nghiệp đạt mức cao kỷ lục 3,2%, các vụ phá sản đầy rẫy, và có sự thống trị chính trị về cải cách thuế do Đảng Dân chủ Tự do đề xuất. Vào mùa hè năm 1987, các chỉ số kinh tế có dấu hiệu phục hồi, nhưng vào ngày 20 tháng 10 năm 1987, cùng ngày Nakasone chính thức trao lại quyền cho người kế vị của mình, Takeshita Noboru, Thị trường chứng khoán Tokyo đã sụp đổ. Nền kinh tế Nhật Bản và hệ thống chính trị của nó đã đạt được một bước ngoặt trong sự phát triển sau chiến tranh của họ sẽ tiếp tục phát triển vào những năm 1990.

## Kinh tế
Chính phủ Đảng Dân chủ Tự do, thông qua các tổ chức như Bộ Thương mại Quốc tế và Công nghiệp (MITI), khuyến khích phát triển công nghiệp Nhật Bản ở nước ngoài trong khi hạn chế kinh doanh của các công ty nước ngoài trong nước. Những thực tiễn này, cùng với sự phụ thuộc vào Hoa Kỳ về quốc phòng, cho phép nền kinh tế Nhật Bản tăng trưởng theo cấp số nhân trong Chiến tranh Lạnh. Đến năm 1980, nhiều sản phẩm của Nhật Bản, đặc biệt là ô tô và điện tử, đã được xuất khẩu trên khắp thế giới và ngành công nghiệp của Nhật Bản là ngành lớn thứ hai trên thế giới sau Hoa Kỳ. Mô hình tăng trưởng này tiếp tục không suy giảm mặc dù suy thoái trong những năm 1990. Nền kinh tế đã lấy lại vị thế một lần nữa vào giữa những năm 2000 (thập kỷ).
Thế vận hội Mùa hè 1964 ở Tokyo thường được cho là đánh dấu sự tái xuất của Nhật Bản trên trường quốc tế: sự phát triển sau chiến tranh của Nhật Bản được thể hiện thông qua những đổi mới như mạng lưới đường sắt cao tốc Shinkansen.
Tăng trưởng kinh tế cao và ổn định chính trị từ giữa đến cuối những năm 1960 đã được điều chỉnh bởi sự tăng gấp bốn lần của giá dầu bởi Tổ chức các nước xuất khẩu dầu lửa (OPEC) vào năm 1973. Hầu như hoàn toàn phụ thuộc vào nhập khẩu xăng dầu, Nhật Bản đã trải qua cuộc suy thoái đầu tiên kể từ Chiến tranh thế giới thứ hai.

## Văn hóa
Nhật Bản tiếp tục trải nghiệm Tây hóa trong thời kỳ hậu chiến, phần lớn xuất hiện trong thời kỳ chiếm đóng, khi lính Mỹ là một cảnh tượng phổ biến ở nhiều nơi trên đất nước. Âm nhạc và phim ảnh Mỹ trở nên phổ biến, thúc đẩy một thế hệ nghệ sĩ Nhật Bản, những người xây dựng trên cả ảnh hưởng của phương Tây và Nhật Bản.
Trong thời kỳ này, Nhật Bản cũng bắt đầu nổi lên như một nhà xuất khẩu văn hóa. Giới trẻ trên khắp thế giới bắt đầu tiêu thụ phim kaiju (quái vật),anime (hoạt hình), manga (truyện tranh) và các văn hóa Nhật Bản hiện đại khác. Các tác giả Nhật Bản như Kawabata Yasunari và Mishima Yukio trở thành những nhân vật văn học nổi tiếng ở Mỹ và Châu Âu. Những người lính Mỹ trở về từ sự chiếm đóng mang theo những câu chuyện và hiện vật, và các thế hệ quân đội Hoa Kỳ sau đây ở Nhật Bản đã góp phần tạo nên một môn võ thuật và văn hóa khác từ đất nước này.